# FAQ
FAQ（エフエーキュー）とは、よくある（あるいはあると想定される）質問とその回答とを集めたもののことである。
FAQの語は英語の frequently asked questions の略語で、「頻繁に尋ねられる質問」の意味である。日本語では「よくある質問」となっていることが多い。
主に、コンピュータ（ハードウェア、ソフトウェア、オペレーティングシステムなどの使い方やメッセージの意味、原因など）や通信関係、周辺機器の使用方法、セットアップ方法などの分野で多用される。
それ以外の分野では、同様の問答集をQ&A（キューアンドエー）と呼ぶことが多い。Q&Aの語は question and answer の略語で、「質問と答え」の意味である。

## 目的
- あるジャンルに事情を知らない者(初心者や入門者など)が次々と訪れる
  - 例：パソコンやインターネットが専門知識の乏しい層にも普及する、ある商品が急激に注目を浴びるなど
- 上とは逆に、新商品が登場した結果そのジャンルについて詳しい者が公開情報において大々的に記されていない情報を欲しがる
  - 例：新車がデビューした際、ホイールのオフセットやPCD、オーディオやバルブのスペックと言った技術情報を欲しがるなど

といった状況が発生した結果、同じような質問が度々尋ねられることから、その都度答えを繰り返す代わりに、一連のQ&A集（ファイル、ウェブページなど）を参照するように促すことで、問い合わせに対する時間と手間を省くことを目的としたものである。
通常、ウェブサイトやニュースグループなどで、よくある質問が、それに対する答えと共にひとつのファイルにまとめられ、定期的に配布されたり、自由に参照できるように公開されるという形をとる。
元々はユーズネット・ニュースグループで始まったものだとされる。